# برونو باسكوا
برونو باسكوا (بالإسبانية: Bruno Pascua) هو لاعب كرة قدم إسباني في مركز الوسط، ولد في 21 فبراير 1990 في سانتاندير في إسبانيا. لعب مع Dunaújváros FC ‏.

## وصلات خارجية
- برونو باسكوا على موقع قاعدة بيانات كرة القدم.إي يو (الإنجليزية)
- برونو باسكوا على موقع Soccerway.com (الإنجليزية)